# 2020 no Brasil

Mapa das ocorrências das chuvas no estado do Rio de Janeiro em 2020

Esta é uma cronologia dos principais fatos ocorridos no ano de 2020 no Brasil.

## Incumbentes
- Presidente – Jair Bolsonaro (2019 – 2023)
- Presidente da Câmara dos Deputados – Rodrigo Maia (2016 – 2021)
- Presidente do Senado Federal – Davi Alcolumbre (2019 – 2021)
- Presidente do Supremo Tribunal Federal
  - Dias Toffoli (2018 – 2020)
  - Luiz Fux (2020 – 2022)

## Eventos

### Janeiro
- 23 de janeiro - Tempestade subtropical Kurumí se forma.[1]
- 24 de janeiro – Chuvas em Belo Horizonte e região metropolitana deixam pelo menos 45 mortos, mais de 13 000 desalojados e 3 354 desabrigados.[2]

### Fevereiro
- 10 de fevereiro – Enchentes na cidade de São Paulo e região metropolitana interditam as principais vias da região, ocasionando interrupções no transporte coletivo e cancelamento das aulas.[3]
- 13 de fevereiro – O Ministério da Saúde alerta uma possível epidemia de dengue, após 57 485 casos notificados entre janeiro e fevereiro.[4]
- 18 de fevereiro a 24 de fevereiro – São registrados 147 homicídios no estado do Ceará enquanto a Polícia Militar realiza motim.[5]
- 19 de fevereiro – Senador Cid Gomes é baleado em Sobral no Ceará durante um motim realizado pela Polícia Militar.[6]
- 21 de fevereiro – Os Estados Unidos da América voltam a importar carne bovina in natura do Brasil após 3 anos da suspensão por problemas com a aplicação da vacina contra a febre aftosa.[7]
- 21 de fevereiro – Após 20 dias em greve, petroleiros suspendem o ato após acordo com o Tribunal Superior do Trabalho.[8]
- 25 de fevereiro – Com o enredo "O Poder do Saber – Se saber é poder... Quem sabe faz a hora, não espera acontecer", o Águia de Ouro é campeã do Carnaval de São Paulo pela primeira vez em sua história. A escola da Pompéia somou 269.9 pontos, 0.1 a frente da vice-campeã Mancha Verde. Vai-Vai vence o Grupo de Acesso 1 e retorna ao Grupo Especial junto com a vice Acadêmicos do Tucuruvi. Nenê de Vila Matilde é rebaixada para o Grupo de Acesso 2, equivalente a terceira divisão do carnaval paulistano.[9]
- 26 de fevereiro – A Unidos do Viradouro é campeã do Carnaval do Rio de Janeiro quebrando um jejum de 23 anos.[10] A escola de Niterói, que se apresentou com o enredo "Viradouro de Alma Lavada", somou 269.6 pontos, superando a vice-campeã Grande Rio nos critérios de desempate. Imperatriz Leopoldinense vence a Série A e retorna ao Grupo Especial.[11]
- 26 de fevereiro – O Ministério da Saúde confirma o primeiro caso do novo coronavírus no Brasil. Um homem de 61 anos, que mora em São Paulo, se infectou durante uma viagem que fez para a Itália entre 9 e 21 de fevereiro.[12]
- 29 de fevereiro – O naufrágio do navio Anna Karoline III no sul do estado do Amapá deixa 39 mortos.[13]

### Março
- 2 de março – Chuva e deslizamento de terra nas cidades da Baixada Santista deixam 42 mortos, além de perdas materiais.[14]
- 4 de março – Ronaldinho Gaúcho e o irmão Assis são detidos em Assunção, no Paraguai, por uso de documentos falsos. Dois dias depois, a Justiça do país decreta ordem de prisão contra ambos.[15]
- 12 de março – Dólar atinge 5,00 reais pela primeira vez na história, em razão da pandemia de COVID-19 no Brasil.[16]
- 17 de março
  - A Secretaria de Saúde do Estado de São Paulo confirma a primeira morte pelo novo coronavírus no Brasil. Um homem de 62 anos, que morava na capital do estado e tinha diabetes, hipertensão e hiperplasia prostática.[17]
  - A CBF determina a paralisação da Copa do Brasil, da Copa do Nordeste, do Campeonato Brasileiro de Futebol Feminino, do Campeonato Brasileiro Sub-17 e da Copa do Brasil Sub-20 devido a pandemia do novo coronavírus. Os Campeonatos Estaduais também são paralisados.[18]

### Abril
- 16 de abril — Luiz Henrique Mandetta é demitido do Ministério da Saúde e o oncologista Nelson Teich é nomeado para o cargo.[19]
- 24 de abril – Sergio Moro pede demissão do Ministério da Justiça e Segurança Pública e faz críticas ao Presidente da República Jair Bolsonaro, o acusando de interferência política na Polícia Federal.[20] Horas depois, Bolsonaro rebate o ex-ministro em pronunciamento ao afirmar que o ex-ministro pediu a ele para que a troca do comando da PF ocorresse depois de Moro ser indicado ao Supremo Tribunal Federal.[21] Após o pronunciamento, Moro expõe conversas pessoais com o Presidente da República.[22][23]

### Maio
- 3 de maio — Brasil chega a marca de 100 mil casos confirmados de COVID-19.[24]
- 15 de maio — Nelson Teich renuncia do cargo de Ministro da Saúde.[25]
- 16 de maio — O general Eduardo Pazuello, Ministro Interino da Saúde, é efetivado no cargo.[26]
- 22 de maio — Com 330 mil infecções, Brasil supera a Rússia e se torna 2º país com mais casos confirmados de COVID-19 no mundo.[27]

### Junho
- 10 de junho — Um homem armado com uma faca e uma Bíblia invadiu a sede da Rede Globo no Rio de Janeiro e fez a repórter Marina Araújo de refém. Seu principal alvo era a âncora do Jornal Nacional, Renata Vasconcellos, tendo inclusive exigido falar a jornalista, além de gritar palavras de ordem contra a emissora. Em nota, a Rede Globo nega que a invasão teve motivação política.[28]
- 19 de junho — O Brasil chega a 1 milhão de casos confirmados de COVID-19.[29]
- 30 de junho — "Ciclone bomba" deixa ao menos dez mortos na região sul do Brasil.[30]

### Julho
- 2 de julho - Promulgada emenda constitucional que adia as eleições municipais, anteriormente marcadas para o primeiro e último domingo de outubro, para 15 e 29 de novembro (primeiro e segundo turnos), em decorrência da pandemia de COVID-19.[31]

### Agosto
- 28 de agosto — Wilson Witzel, Governador do Rio de Janeiro, é afastado pelo ministro do Superior Tribunal de Justiça, Benedito Gonçalves, sob a acusação de desvios na área da saúde durante a pandemia de COVID-19 no Rio de Janeiro. O vice-governador Cláudio Castro, também investigado, assume o cargo de governador interino.[32]
- 30 de agosto — Terremoto de 4.6 atinge a Região do Recôncavo Baiano, com epicentro em Amargosa e Mutuípe.[33]

### Setembro
- 1º de setembro  — Incêndios históricos ocorrem no Pantanal.[34]

### Outubro
- 08 de outubro - Casos pela Covid-19 no Brasil chegam a 5.000.000, e os falecimentos 148.300.[35]
- 25 de outubro - Tempestade subtropical Mani se forma.[36]

### Novembro
- 3 de novembro — Um grande apagão atinge todo o estado do Amapá.[37]

- 15 de novembro — Ocorre o primeiro turno das eleições municipais no Brasil.[38]

- 19 de novembro — Um homem negro é assassinado, espancado por seguranças em um estabelecimento do Carrefour em Porto Alegre. Vários protestos, apontando racismo no ocorrido, aconteceram no dia seguinte.[39]
- 25 de novembro — Acidente entre um ônibus e um caminhão deixa 41 mortos em Taguaí, na região de Avaré (SP).

- 29 de novembro — Ocorre o segundo turno das eleições municipais no Brasil.[40]

### Dezembro
- 28 de dezembro - Tempestade subtropical Oquira se forma.[41]

## Esportes
- 25 de janeiro – Internacional é campeão da 51° Copa São Paulo de Futebol Júnior, vencendo o seu maior rival, Grêmio, nos pênaltis.[42]
- 16 de fevereiro – Flamengo é campeão da Supercopa do Brasil de Futebol, vencendo o Athletico Paranaense no Estádio Mané Garrincha pelo placar de 3 a 0.[43]
- 26 de fevereiro – Flamengo vence a Recopa Sul-Americana, ao derrotar o Independiente del Valle do Equador após empate por 2-2 no jogo de ida no Estádio Olímpico Atahualpa e vitória por 3-0 no jogo de volta no Maracanã, sendo este o primeiro título internacional conquistado pelo clube no estádio.[44]

## Cinema
- Democracia em Vertigem concorre ao Oscar 2020 na categoria de melhor documentário.[45]

## Mortes

### Janeiro
- 3 – Antonio Ricardo Droher Rodrigues – Físico (n. 1951).
- 5 – Ana Maria Primavesi – Engenheira agrônoma
- 5 – Luiz Parreiras – Ator
- 6 – Tiago Brandão – Fotógrafo e jornalista
- 6 – Luís Morais – Goleiro
- 11 – Valdir de Moraes – Goleiro
- 14 – José Camargo – Político
- 16 – Luiz Vieira – Cantor
- 17 – Marilene Dabus – Jornalista
- 18 – Cláudio Roditi – Músico
- 18 – Marcelo Dolabela – Poeta
- 24 – Ibsen Pinheiro – Político
- 24 – Sérgio Noronha – Jornalista esportivo
- 24 – José Theodoro Mendes – Político
- 26 – Tunai – Cantor e compositor
- 26 – Marcos César Formiga Ramos – Político
- 27 – Flamarion Nunes – Futebolista
- 27 – Antônio Martins Vasconcelos – Jornalista

### Fevereiro
- 2 – Enemésio Angelo Lazzaris – Bispo católico
- 2 – Fernanda Benvenutty – Enfermeira e militante transexual
- 4 – Asa Branca – Locutor de rodeios
- 6 – André Neles – Jogador de futebol
- 7 – Carlinhos Maracanã – Bicheiro
- 9 – Alcyr Guimarães – Músico e biomédico
- 13 – Damásio de Jesus – Jurista
- 19 – Zé do Caixão – Cineasta
- 21 – Claudia Telles – Compositora
- 23 – Gilson Menezes – Político
- 24 – Marcus Odilon Ribeiro Coutinho – Político
- 25 – João Carlos Rodrigues – Futebolista
- 26 – Paulo Duque – Político
- 27 – Valdir Espinosa – Futebolista e dirigente esportivo
- 29 – Rui Chapéu – Jogador de sinuca

### Março
- 3 – Cadu Cortez – Jornalista
- 4 – Adelaide Chiozzo – Cantora e atriz
- 4 – Carlos Alberto Cotta – Médico e político
- 5 – Ayrton Lolô Cornelsen – Engenheiro, arquiteto e futebolista
- 6 – Castelo Hanssen – Poeta, escritor e jornalista
- 7 – Jair Marinho – Futebolista
- 7 – Jorge Salomão – Poeta, compositor e diretor de teatro
- 7 – Nelson Leirner – Pintor, desenhista e cenógrafo
- 9 – Sildes de Souza Póvoas – Futebolista
- 11 – Sebastião Roque Rabelo Mendes – Bispo
- 14 – Gustavo Bebianno – Político
- 15 – Affonso Arinos de Mello Franco – Diplomata, escritor e político
- 15 – Indiana Muñoz – Piloto de moto (n. República Dominicana)
- 18 – Sérgio Trindade – Engenheiro químico e pesquisador
- 18 – Rossini Perez – Artista plástico
- 21 – Bruno Lima Penido – Roteirista e jornalista
- 21 – Lila Covas – Ex-primeira-dama de São Paulo
- 21 – Aírton Pimentel – Cantor e compositor
- 22 – Maurício de Freitas Teixeira Campos – Agropecuarista, engenheiro, professor e político
- 22 – Domingo Marcolino Braile – Médico, cirurgião cardíaco e inventor
- 24 – Mariane Ebert – Atriz, coreógrafa e dançarina
- 26 – Naomi Munakata – Maestrina
- 26 – Martinho Lutero Galati – Maestro e professor universitário
- 27 – Daniel Azulay – Desenhista, artista plástico, educador e autor de livros
- 28 – Francisco Humberto Bezerra – Político
- 30 – Riachão – Cantor, compositor e sambista

### Abril
- 1 – Luiz Flávio Gomes – Jurista e político
- 1 – Dirceu Pinto – Atleta paralímpico
- 2 – João Marcos Coelho da Silva – Goleiro
- 2 – Sérgio Paes de Mello – Futebolista
- 6 – Ângelo Machado – Entomólogo e escritor
- 7 – Myriam Nogueira Portela Nunes – Política
- 9 – Iram de Almeida Saraiva – Político
- 9 – Randau Marques – Jornalista
- 12 – Tantinho da Mangueira – Sambista
- 13 – Moraes Moreira – Cantor e compositor
- 14 – Aldo Pagotto – Arcebispo católico
- 15 – Rubem Fonseca – Escritor
- 15 – Rubinho Barsotti – Músico
- 16 – Luiz Alfredo Garcia-Roza – Escritor e psicanalista
- 19 – Aluísio Francisco da Luz – Futebolista
- 20 – João Mulato – Músico
- 21 – Gerson Peres – Político
- 21 – Fernando Pedreira – Jornalista
- 23 – João Mellão Neto – Jornalista e político
- 25 – Ricardo Brennand – Empresário
- 25 – Ricardo Divila – Projetista automotivo
- 25 – Vasco Alves – Político
- 27 – Asdrubal Bentes – Político
- 28 – Henrique Brandão Cavalcanti – Engenheiro e político
- 29 – Gérson Victalino – Basquetebolista
- 30 – Nirlando Beirão – Jornalista e escritor

### Maio
- 1 – Ruy Fausto – Filósofo e acadêmico
- 1 – Aurélio Correia do Carmo – Político e jurista
- 2 – Sérgio Bueno de Camargo – Médico
- 4 – Aldir Blanc – Compositor
- 4 – Fernando Roth Schmidt – Político e cartola
- 4 – Flávio Migliaccio – Ator
- 4 – Guilherme Palmeira – Político
- 5 – Ciro Pessoa – Músico
- 7 – Daisy Lúcidi – Atriz, política e radialista
- 8 – Vicente André Gomes – Médico e político
- 8 – Lúcia Braga – Assistente social e política
- 9 – Abraham Palatnik – Artista plástico
- 10 – David Corrêa – Compositor e sambista
- 10 – Sérgio Sant'Anna – Escritor e contista
- 15 – Olga Savary – Escritora
- 16 – Luiz Maklouf Carvalho – Jornalista e escritor
- 16 – Mário Chermont – Político e advogado
- 17 – Wilson Braga – Político
- 18 – Laudo Natel – Governador de São Paulo e presidente do São Paulo F. C.
- 18 – Luiz Lauro Filho – Político
- 25 – Vadão – Futebolista e técnico
- 26 – Sergio Gaudenzi – Engenheiro e político
- 27 – Murilo Melo Filho – Jornalista, escritor e membro da Academia Brasileira de Letras
- 29 – Gilberto Dimenstein – Escritor e jornalista
- 29 – Célio Taveira Filho – Futebolista
- 31 – Nicolau dos Santos Neto – Jurista